# Xylomya shikokuana
Xylomya shikokuana är en tvåvingeart som först beskrevs av Miyatake 1965.  Xylomya shikokuana ingår i släktet Xylomya och familjen lövträdsflugor. Inga underarter finns listade i Catalogue of Life.